# Pulso (processamento de sinal)
Em processamento de sinal, o termo pulso tem os seguintes significados:
1. Uma mudança rápida, passageira na amplitude de um sinal de um valor básico para um mais alto ou mais baixo, seguido de um rápido retorno ao valor básico.
2. Uma mudança rápida em algumas características de um sinal, por exemplo, fase ou frequência, de um valor básico para um mais alto ou mais baixo, seguido de um rápido retorno ao valor básico.
3. Em televisão, pulso de sincronização horizontal e pulso de sincronização vertical são sinais para indicar quando o televisor deve iniciar uma nova linha ou uma nova imagem.